# Rigoberto Henríquez Vera
Rigoberto Henríquez Vera (Tovar, 1920) es un escritor, periodista y político venezolano, gobernador encargado de Mérida (1974-1979) y diputado del extinto Congreso por el partido Acción Democrática.
Se doctoró en Ciencias Políticas en la Universidad de los Andes. Fue embajador en España, México y Chile.

## Obras
- Tejera el desterrado (1971)
- El tovareño y su tierra (1974)
- Molde heroico (1976)
- Tierra generosa en mártires de la libertad (1977)
- De la tiranía a la democracia (1989)
- Cultores y forjadores merideños (2001)
- Anécdotas y relatos (2003)
- Leoni, una condición humana